# زیست‌شناسی دریا

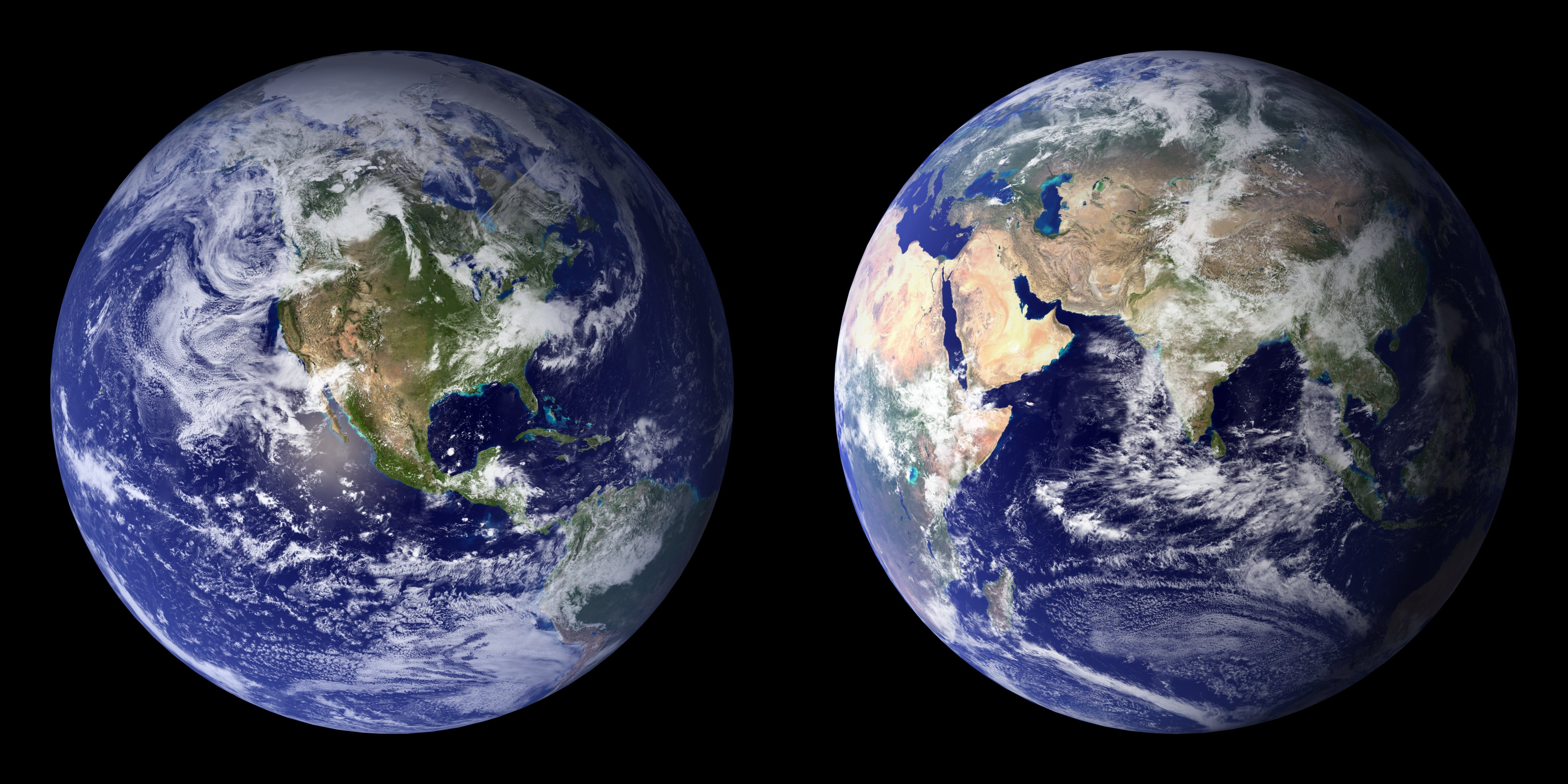
تنها ۲۹ درصد سطح زمین را خشکی‌ها تشکیل می‌دهند و بقیه سطح زمین پوشیده از اقیانوس هاست. ژرفای متوسط اقیانوس‌ها چهار کیلومتر است و خطوط ساحلی اقیانوس‌ها بر روی هم نزدیک به ۳۶۰ هزار کیلومتر است

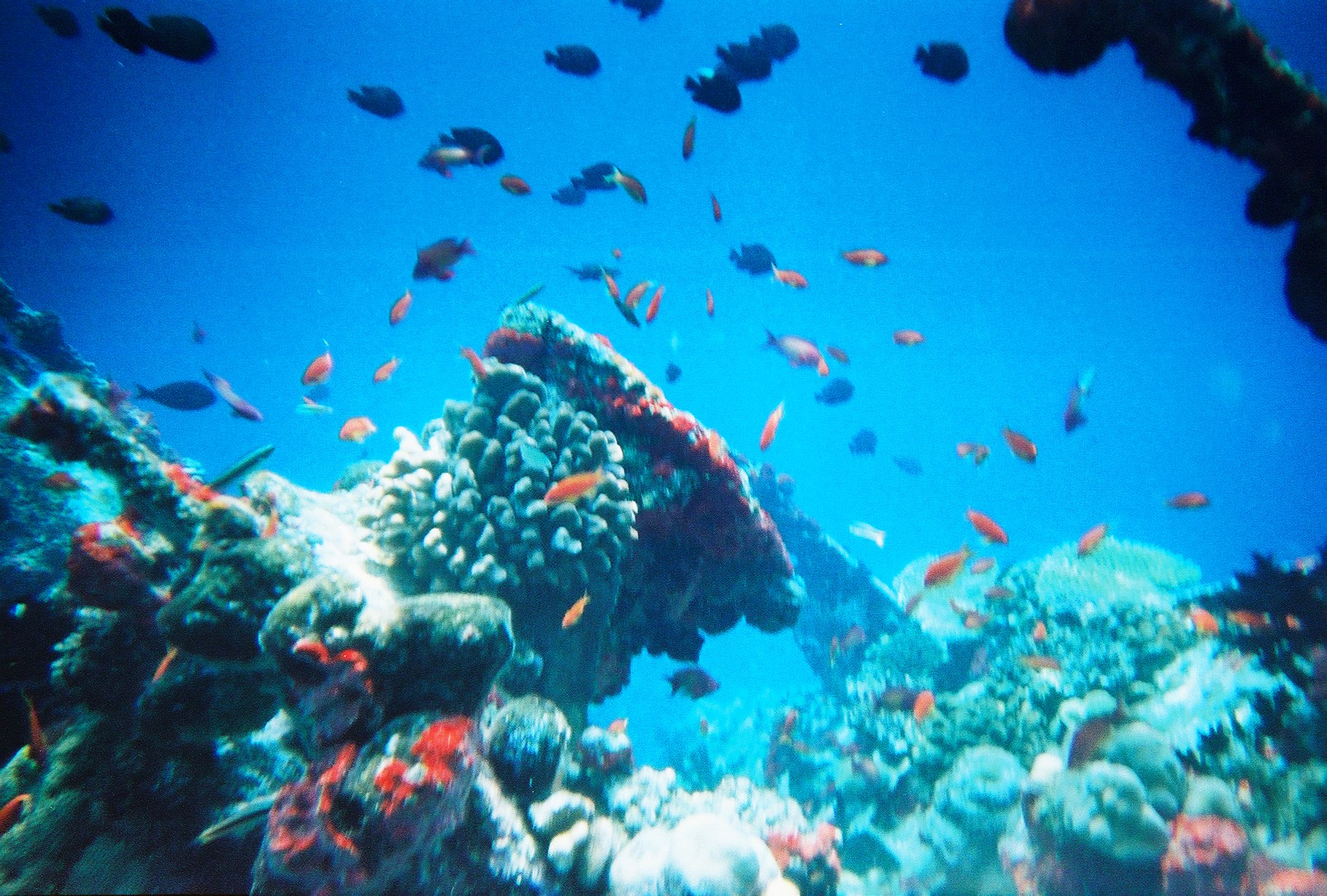
تپه‌های مرجانی از اکوسیستم‌های پیچیده دریایی با گوناگونی گسترده زیستی

زیست‌شناسی دریا (انگلیسی: Marine biology) علمی است که به بررسی زیست‌شناسی موجودات اقیانوس و دیگر محیط‌های آبی می‌پردازد. با توجه به این که در زیست‌شناسی، رده‌ها، خانواده‌ها و گونه‌های زیادی وجود دارند که برخی از اعضای آن‌ها در خشکی و برخی در دریا زیست می‌کنند، از این رو در زیست‌شناسی دریا، جانداران بر اساس محیط زندگی خود دسته‌بندی می‌شوند و نه بر اساس تاکسونومی.
زیست‌شناسی دریا با بوم‌شناسی دریا تفاوت دارد، زیرا بوم‌شناسی دریایی بر چگونگی تعامل موجودات بر روی یکدیگر و نیز تعامل آن‌ها با محیط پیرامون تأکید دارد، حال آن که زیست‌شناسی دریا در واقع علم مطالعه خود موجودات است.
بخش بسیار بزرگی از زندگی بر روی کره زمین در اقیانوس‌ها جریان دارد. در واقع بخش بزرگی از این حیات آبی همچنان ناشناخته مانده‌است، زیرا بسیاری از گونه‌های ساکن اقیانوس‌ها ناشناخته مانده‌اند. اقیانوس‌ها نزدیک به ۷۱ درصد سطح زمین را پوشانده‌اند. ساکنین اقیانوس‌ها که در زیست‌شناسی دریا مورد توجه هستند، شامل همه گونه‌هایی هستند که از سطح اقیانوس‌ها تا عمیق‌ترین نقطه اقیانوس‌ها زندگی می‌کنند. موجودات مورد مطالعه از فیتوپلانکتون‌ها و زئوپلانکتون‌های میکروسکوپی تا نهنگ‌های غول پیکر با طول ۳۰ متر هستند.

## تاریخچه

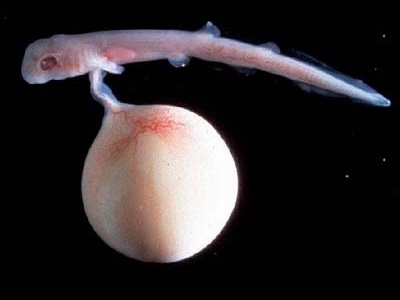
ارسطو متوجه شد که رویان یک سگ-ماهی با طنابی به یک نوع جفت (کیسه زرده) متصل است و این نکته را ثبت کرد.

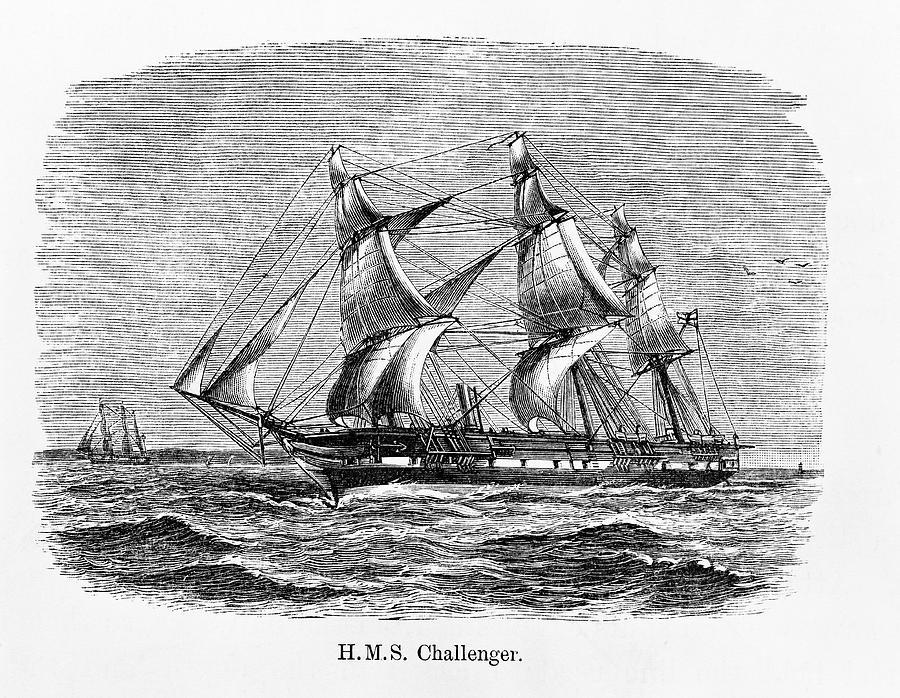
کاوشگر چلنجر (HMS Challenger) در حال کاوش‌های خود طی سال‌های ۱۸۷۲-۱۸۷۶

مطالعه زیست‌شناسی دریا به دوران ارسطو (۳۸۴-۳۲۲ قبل از میلاد) بر می‌گردد. او کسی بود که مشاهدات بسیاری در لسبوس، در ارتباط با زندگی درون دریا کسب کرد و بنای بسیاری از اکتشافات آینده را پایه گذاری کرد. در ۱۷۶۸، ساموئل گاتلیب گملین (۱۷۴۴-۱۷۷۴) اولین اثر مربوط به جلبک های دریایی را با نام Historia Fucorum که اولین کتابی در ارتباط با زیست‌شناسی دریاست که از نامگذاری علمی لینه‌ای استفاده نموده است. این کتاب شامل تصاویر دقیق و مفصلی از جلبک‌ها و علف‌های دریایی با برگ های تا شده می‌باشد. طبیعی‌دان بریتانیایی به نام ادوارد فوربس (۱۸۱۵-۱۸۵۴) را اغلب به عنوان پدر و بنیانگذار زیست‌شناسی دریا می شناسند. سرعت مطالعات زیست‌شناسی دریا طی قرن نوزدهم شدت گرفت.

## جانوران

### پرنده‌ها
پرندگانی که برای زندگی در محیط‌های دریایی سازگاری یافته‌اند اغلب مرغ‌های دریایی خوانده می‌شوند. از این میان می‌توان به پنگوئن و مرغ ماهیخوار اشاره کرد.

### ماهی‌ها
آناتومی ماهی شامل قلب دو حفره‌های آبشش، باله، چشم، غدد ترشحی و لب می‌باشد. ماهی‌ها از طریق آبشش‌های خود اکسیژن را از آب میگرند. ماهی‌ها را می‌توان به دو گروه بزرگ ماهی‌های استخوانی و ماهی‌های غضروفی تقسیم کرد.
تاکنون نزدیک به ۳۲٬۷۰۰ گونه ماهی تشریح شده‌است.

### بی مهرگان دریایی
بی مهرگان بخش بسیار بزرگی از گونه‌های جانوری ساکن دریاها را تشکیل می‌دهند. از جمله بی مهرگان می‌توان به عروس دریایی، کرم‌های دریایی، صدف‌ها، ماهی مرکب و ستاره دریایی اشاره کرد.

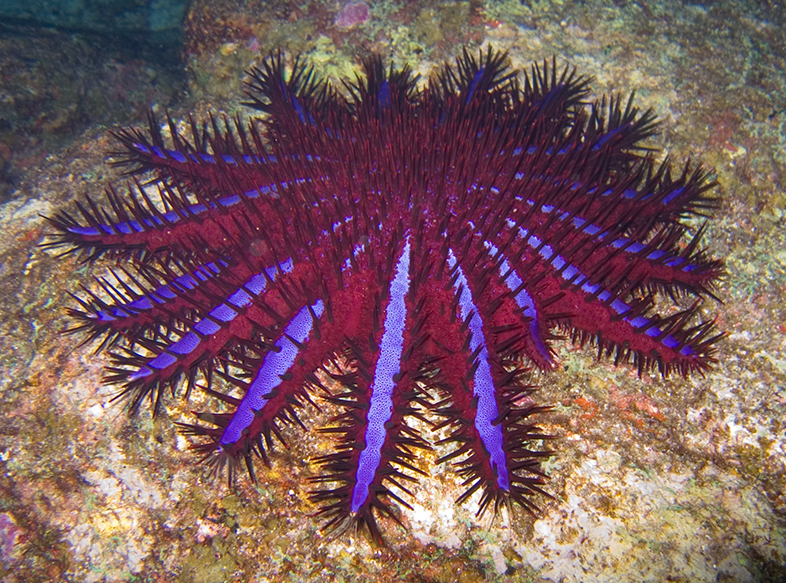
یک ستاره دریایی

### پستانداران دریایی
پستانداران دریایی شامل پنج نوع اصلی هستند.
- آب بازسانان شامل نهنگ‌های دندان‌دار از جمله نهنگ عنبر (نهنگ اسپرم), دلفین‌ها و گراز ماهی‌ها از جمله گراز ماهی دال.
- گاودریایی‌ها شامل ماناتی‌ها و دوگانگ و گاودریایی استلر (منقرض شده).
- فک‌ها، شیردریایی‌ها و گراز دریایی.
- سمور دریایی، که عضوی از خانواده راسوها؛ این خانواده شامل راسو و گورکن نیز می‌باشد.

خرس قطبی نیز گاهی به عنوان نوعی پستاندار دریایی دسته‌بندی می‌شود که علت آن وابستگی این جانور به دریا است.

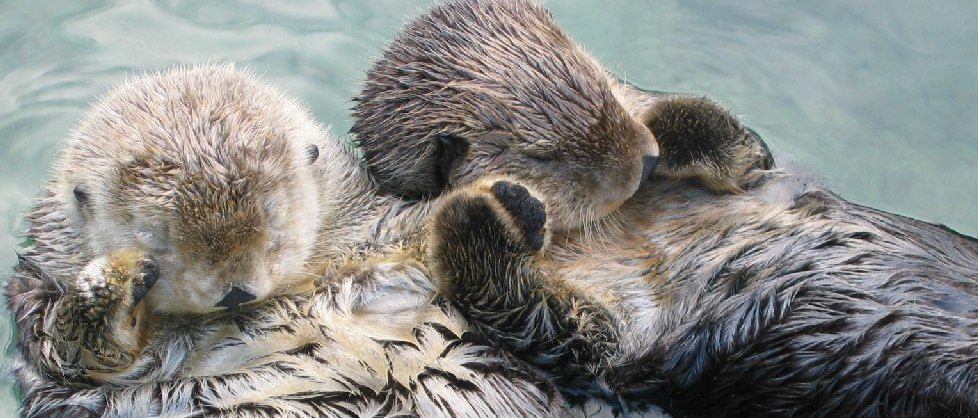
سمور دریایی

### خزندگان دریایی
شامل لاک‌پشت دریایی، مار دریایی، لاک‌پشت آب شیرین، کروکودیل‌های آب شور و ایگوانای دریایی.

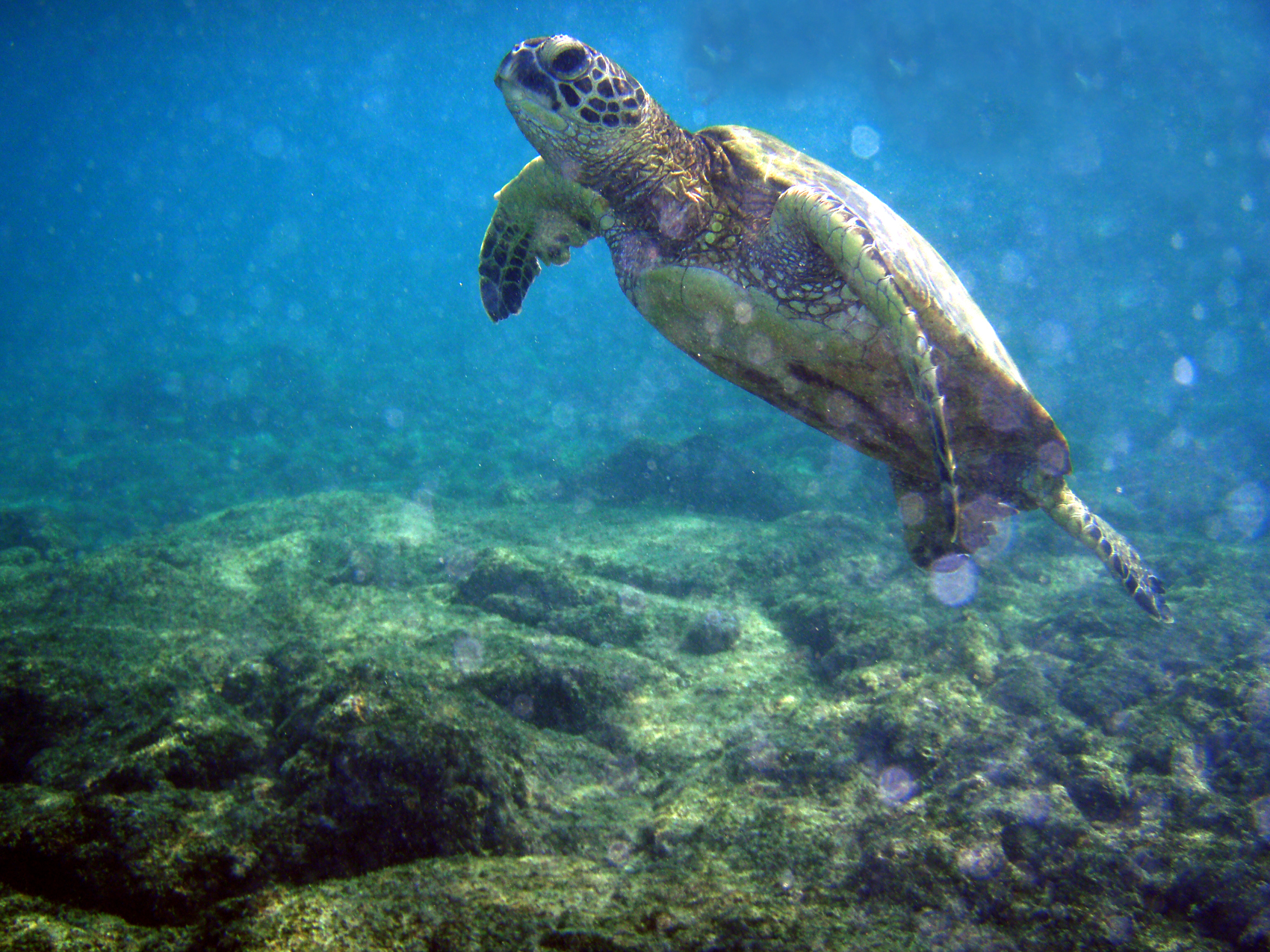
لاک‌پشت سبز

## قارچ
نزدیک به ۱۵۰۰ گونه قارچ در محیط‌های دریایی شناسایی شده‌اند. این قارچ‌ها گاه انگل جانوران و گیاهان هستند. طیف بسیار گسترده‌ای از متابولیت‌های غیرمعمول به وسیله این قارچ‌های دریایی تولید می‌شود.

## گیاهان
گیاهان و جلبک‌های میکروسکوپی ساکنین بسیار مهم زندگی دریایی هستند.
زندگی جلبکی با گوناگونی گسترده‌ای در اقیانوس‌ها جریان دارد و برون ده فتوسنتزی این جلبک از مجموع برون ده فتوسنتزی مجموع جنگل‌های گرمسیری بیشتر است.
گیاهان معمولاً در آب‌های کم عمق تر یافت می‌شوند. از جمله گیاهان می‌توان به علف دریایی و علف مارماهی اشاره کرد.

## تقسیم بندی جانوران دریایی بر اساس بوم شناسی

### زئوپلانکتون
جانورانی معلقی هستند که قدرت شنا ندارند. جابجایی این جانوران وابسته به جریانات دریایی می‌باشد. بخش اعظمی از جانوران در ابتدا به شکل زئوپلانکتونی زیست می‌کنند.

### نکتون
به جانوران دریایی گفته می‌شوند که قدرت شنا حتی بر خلاف جریانات دریایی را دارند. ماهی‌ها در این دسته قرار می‌گیرند.

### بنتوز
یا کفزیان جانورانی هستند که بستر را برای زیست و حیات خود بر گزیده‌اند. عمده سخت‌پوستان و نرم‌تنان در این دسته قرار می‌گیرند.

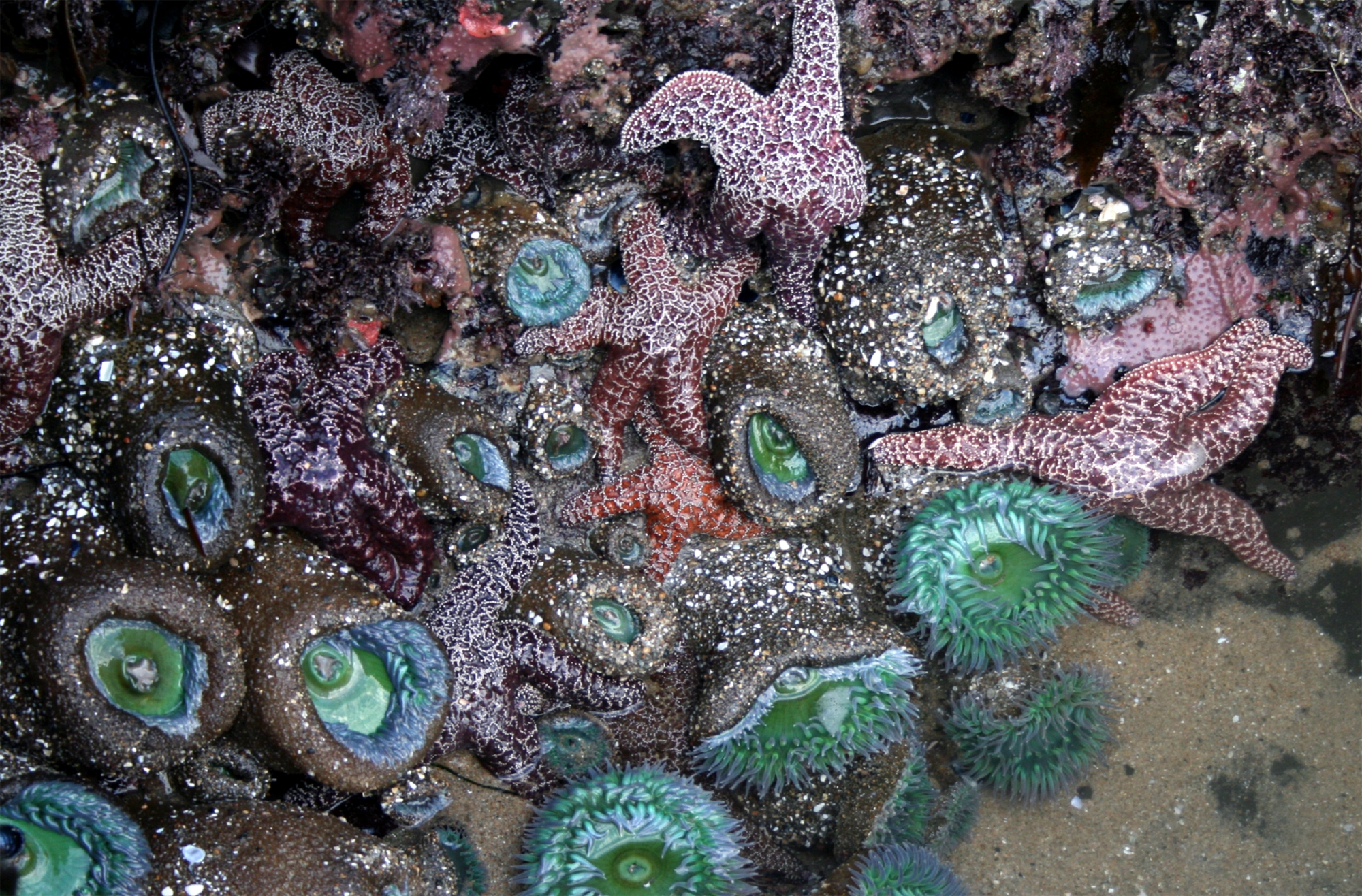
حوضچه‌های جزر و مدی در سانتاکروز کالیفرنیا با ستاره‌های دریایی و دیگر جانداران